# Cisticola restrictus
Cisticola restrictus е вид птица от семейство Cisticolidae.

## Разпространение
Видът е разпространен в Кения.